# Arvicanthis ansorgei
Arvicanthis ansorgei is een knaagdier uit het geslacht Arvicanthis dat voorkomt van Gambia tot Zuid-Tsjaad. Het karyotype bedraagt 2n=62, FNa=74-76. Deze soort werd oorspronkelijk op basis van het karyotype geïdentificeerd als een aparte vorm van de koesoegrasrat (A. niloticus), "ANI-3", maar later als aparte soort herkend. De verspreidingen van de drie West-Afrikaanse Arvicanthis-soorten liggen grotendeels boven elkaar: de koesoegrasrat op de drogere steppes in het noorden, A. ansorgei in het midden, en A. rufinus in de nattere graslanden en regenwouden in het zuiden. In Mali komen de koesoegrasrat en A. ansorgei echter samen voor.
Arvicanthis abyssinicus · Arvicanthis ansorgei · Arvicanthis blicki · Arvicanthis nairobae · Arvicanthis neumanni · Koesoegrasrat (Arvicanthis niloticus) · Arvicanthis rufinus